# 박광재
박광재(1980년 9월 10일 ~ )는 전 농구 선수이자 배우로 선수 시절 창원 LG 세이커스, 고양 데이원 점퍼스, 대구 한국가스공사 페가수스 등에서 활약했다.

## 학력
- 서울용곡초등학교
- 삼선중학교
- 경복고등학교
- 연세대학교 경영학과 졸업

## 경력
- 2010년 인천 전자랜드 엘리펀츠 선수
- 2009년 대구 오리온스 선수
- 2003년 창원 LG 세이커스 선수

## 출연작

### 드라마
- 《빠스껫 볼》 (2013년, tvN) - 농구선수 역[3]
- 《라이어 게임》 (2014년, tvN)
- 《S.O.S 나를 구해줘》 (2014년, KBS Drama) - 박철현 역
- 《아름다운 나의신부》 (2015년, OCN) - 박태규의 덩치 부하 역
- 《육룡이 나르샤》 (2016년, SBS)
- 《돌아와요 아저씨》 (2016년, SBS) - 천국행 열차 저승사자 역
- 《화랑》 (2016년, KBS2) - 백정치 역
- 《김과장》 (2017년, KBS2)
- 《불어라 미풍아》 (2017년, MBC)
- 《역적 : 백성을 훔친 도적》 (2017년, MBC)
- 《투깝스》 (2017년, MBC) - 박달수의 부하 역
- 《빙상의 신》 (2018년, 웹드라마) - 레슬러 역
- 《으라차차 와이키키》 (2018년, JTBC) - 덩치 면접관 역
- 《백일의 낭군님》 (2018년, tvN) - 광인 역
- 《킹덤》 (2019년, Netflix) - 대령숙수 역
- 〈악의 꽃〉 (2020년, tvN) - 성재구 역
- 《스위트홈》 (2020년, Netflix)
- 《암행어사: 조선비밀수사단》 (2021년, KBS2) - 투전판 앞을 지키는 무사 역
- 《보이스 4〉 (2021년, tvN) - 최공필의 부하 역
- 《신사와 아가씨》 (2021년, KBS2) - 집 보러 온 남자 역 (특별출연)
- 《너의 밤이 되어줄게》 (2021년, SBS) - 박 계장 역
- 《빅마우스》 (2022년, MBC)
- 《아일랜드》 (2022년, TVING)
- 《무빙》 (2023년, Disney+) - 권용득 역
- 《도적: 칼의 소리》 (2023년, Netflix) - 흑동 역
- 《비질란테》 (2023년, Disney+) - 우석만 역
- 《킬러들의 쇼핑몰》 (2024년, Disney+)
- 《뉴토피아》 (2025년, 쿠팡플레이) - 정 셰프 역
- 《사계의 봄》 (2025년, SBS) 특별출연
- 《트리거》 (2025년, Netflix) - 용구 역

### 영화
- 《강남 1970》 (2015년) - 무덤가 명동 덩치 1 역
- 《협녀, 칼의 기억》 (2015년) - 무술대회 거인 역
- 《봉이 김선달》 (2016년) - 성종익 수하 거구 역
- 《불한당: 나쁜 놈들의 세상》 (2017년) - 2미터 거구남 역
- 《악녀》 (2017년) - 오프닝 조폭보스 역(†) (본작의 엑스트라 보스)
- 《살인자의 기억법》 (2017년) - 덩치남 역
- 《역모: 반란의 시대》 (2017년) - 광화문 상문 역
- 《챔피언》 (2018년) - 2m거인 역
- 《성난황소》 (2018년) - 거구 역 (본작의 서브 빌런이자 중간 보스)
- 《나쁜 녀석들: 더 무비》 (2019년) - 덩치 역
- 《양자물리학》 (2019년) - 백영감 비서 역
- 《미션 파서블》 (2021년) - 도끼파 덩치 조직원 역
- 《보이스》 (2021년) - 인력사무소 덩치 역
- 《유체이탈자》 (2021년) - 고릴라 역(†)
- 《범죄도시2》 (2022년) - 박 실장 역[4](†) (첫 천만영화)
- 《길복순》 (2023년) - 광만 역(†)
- 《히트맨2》 (2025년) - 안톤 역 (인간말종 2. 2편의 중간 보스)

### 뮤지컬
- 2013년 몬테크리스토 - 자포코 역[5]

### 방송
- 《소사이어티 게임 시즌 2》 (tvN)
- 《REBOUND》 (XTM)
- 《우리동네 예체능》 (KBS2)
- 《대탈출 2》 (tvN)
- 《나만 믿고 따라와, 도시어부》 (채널A)
- 《오래된 만남 추구》(KBS2)